# The Drifters (film)

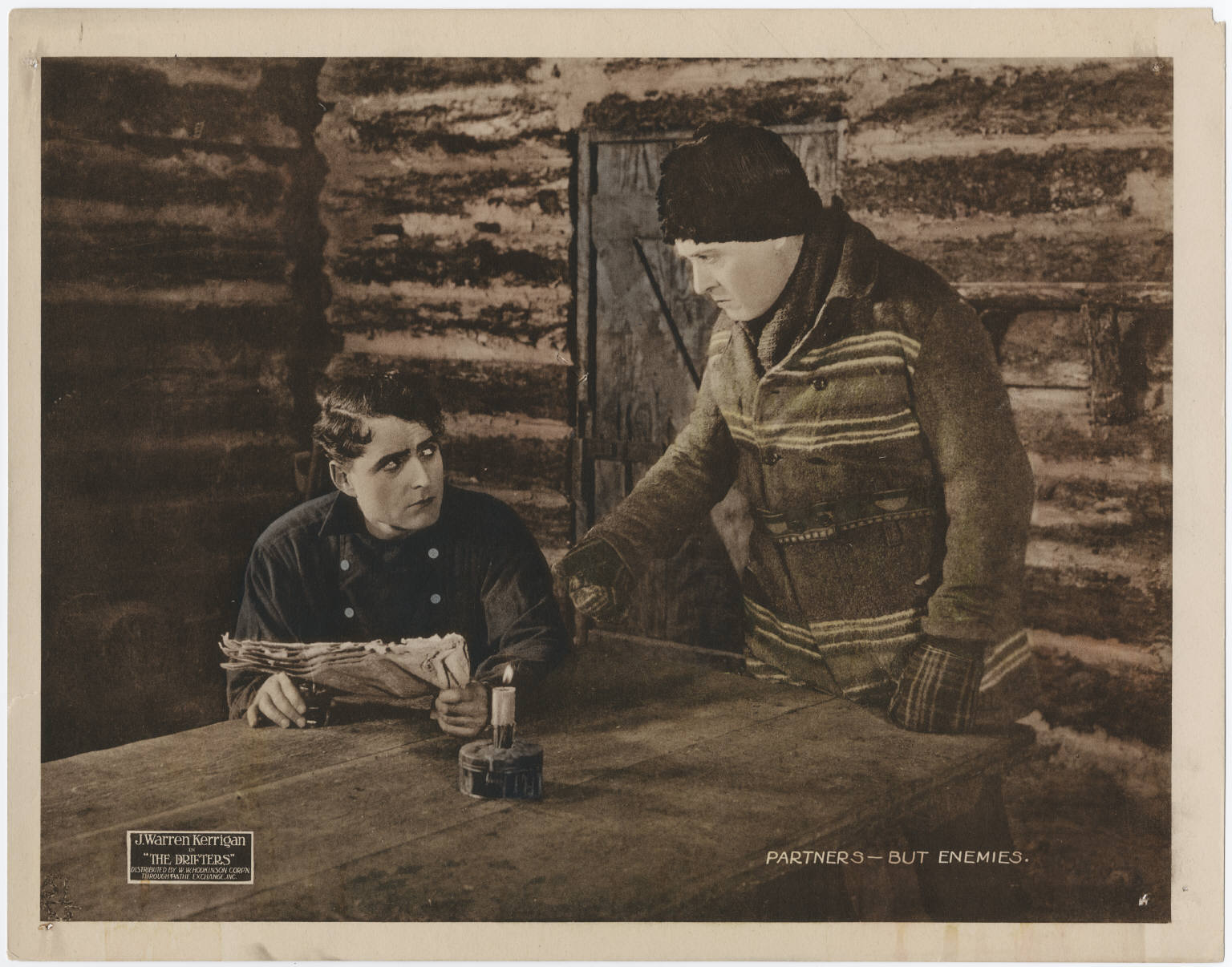
J. Warren Kerrigan dans une scène du film.

The Drifters est un film américain réalisé par Jesse D. Hampton, sorti en 1919.

## Fiche technique
- Réalisation : Jesse D. Hampton
- Scénario : Kenneth B. Clarke[1]
- Producteur : 	Jesse D. Hampton
- Photographie : Charles J. Stumar
- Production : Jesse D. Hampton Productions
- Distributeur : Pathé Exchange, W. W. Hodkinson Corporation
- Durée : 50 minutes
- Date de sortie : 6 janvier 1919

## Distribution

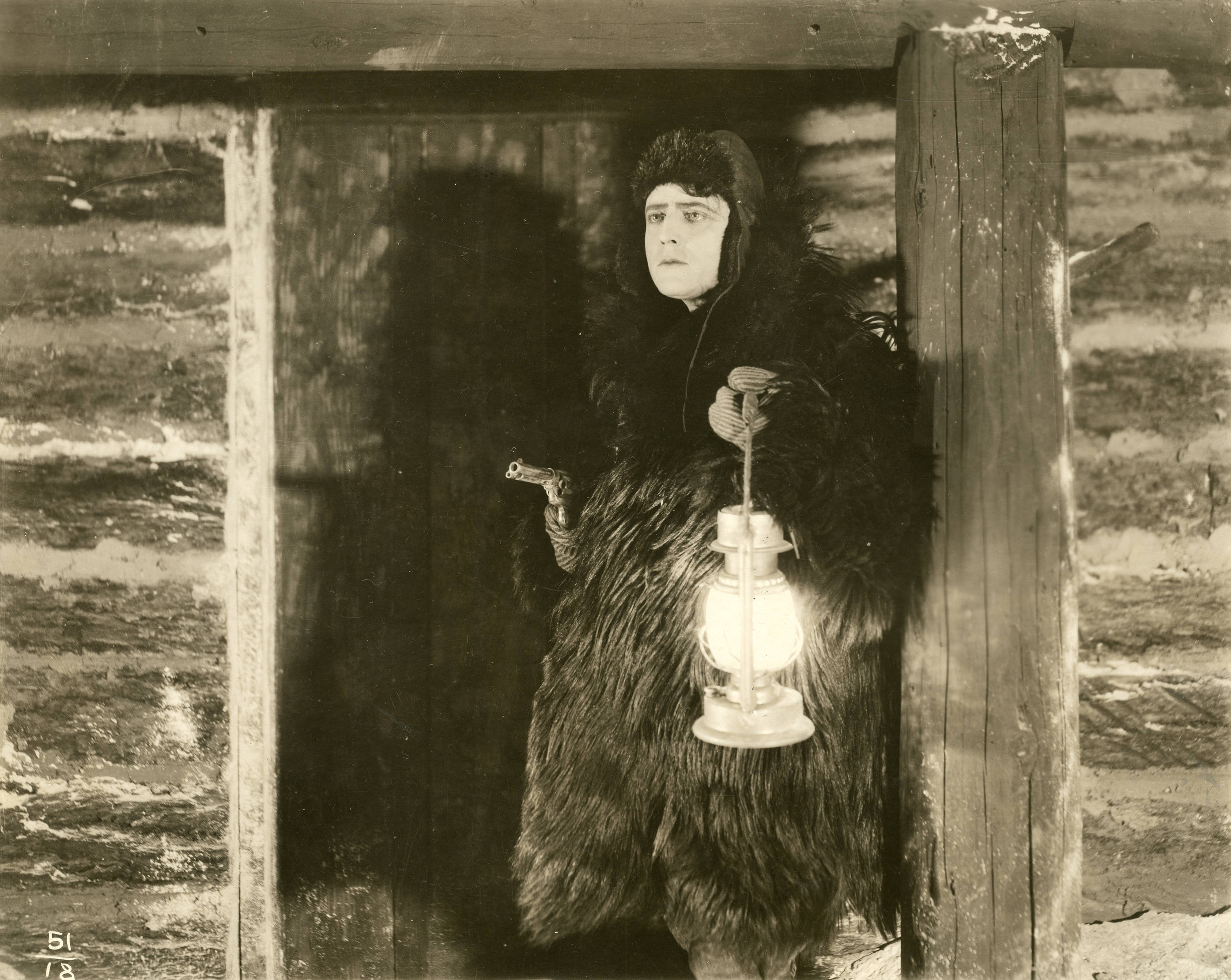
J. Warren Kerrigan.

- J. Warren Kerrigan : Burke Marston
- William Conklin : Evan Mears
- Casson Ferguson : Hugh MacLaren
- Lois Wilson : la fille
- Walter Perry : Pat Gerry